# کبوتر میوه‌خوار طلایی
کبوتر میوه‌خوار طلایی (نام علمی: Ptilinopus luteovirens) نام یک گونه از سرده کبوتر میوه‌خوار است.